# Calliste masqué
Stilpnia nigrocincta
Ne doit pas être confondu avec Tangara masqué.
Espèce
Statut de conservation UICN

 LC  : Préoccupation mineure
Le Calliste masqué (Stilpnia nigrocincta) est une espèce d'oiseaux de la famille des Thraupidae. D'après Alan P. Peterson, c'est une espèce monotypique.

## Répartition
Son aire s'étend de l'ouest de l'Amazonie au Guyana et à l'État de Pará.